# الاتلات
قرية الاتلات هي إحدى القرى التابعة لمركز مطاي بمحافظة المنيا في جمهورية مصر العربية. حسب إحصاءات سنة 2006، بلغ إجمالي السكان في الاتلات 5132 نسمة، منهم 2442 رجلا و2690 امرأة.